# مجموعة مكملة (نظرية المجموعات)

في المجموعة الكلية U تكون المجموعة A^{c} هي مجموعة مكملة للمجموعة A.

A-B هي مجموعة مكملة للمجموعة A.

في الهندسة المتقطعة ونظرية المجموعات، المجموعة المكملة (بالإنجليزية: Complement) لمجموعة A في المجموعة الكلية U هي المجموعة التي تحوي جميع العناصر التي لا تحويها المجموعة A.

## تعريف
{\displaystyle A^{c}=U\setminus A}.
{\displaystyle A^{c}=\{x\in U\mid x\notin A\}.}

## أمثلة
إذا كانت المجموعة U هي مجموعة الأعداد الصحيحة الطبيعية، فإن مكملة مجموعة الأعداد الفردية هي جميع الأعداد غير الفردية، أي الأعداد الزوجية.